# Катастрофа DC-8 под Новым Орлеаном
Катастрофа DC-8 под Новым Орлеаном — крупная авиационная катастрофа, произошедшая во вторник 25 февраля 1964 года. Авиалайнер DC-8-21 авиакомпании Eastern Air Lines выполнял пассажирский рейс EA304 по маршруту Мехико— Новый Орлеан—Атланта— Вашингтон— Нью-Йорк, но через несколько минут после вылета из Нового Орлеана рухнул в озеро Пончартрейн. Погибли все находящиеся на его борту 58 человек — 51 пассажир и 7 членов экипажа.

## Самолёт
Douglas DC-8-21 с регистрационным номером N8607 (заводской — 45428, серийный — 61) был выпущен в феврале 1960 года. 22 мая авиалайнер поступил к заказчику — американской авиакомпании Eastern Air Lines; его наработка на тот момент составляла 12,3 часов. В авиакомпании самолёту также присвоили флотский номер 607. Был оснащён четырьмя турбореактивными двигателями Pratt & Whitney JT4A-9, каждый из которых развивал силу тяги в 16 800 фунтов (7600 кг). Общая наработка борта N8607 составляла 11 340 часов.
| № | Заводской номер | Наработка | Наработка |
| № | Заводской номер | СНЭ       | ПКР       |
| - | --------------- | --------- | --------- |
| 1 | 610631          | 6766 ч    | 2590 ч    |
| 2 | 611786          | 7876 ч    | 4151 ч    |
| 3 | 610636          | 6857 ч    | 3927 ч    |
| 4 | 611573          | 6320 ч    | 734 ч     |

## Экипаж
Лётный экипаж (в кабине) состоял из трёх человек:
- Командир воздушного судна — 47-летний Уильям Б. Цзен (англ. William B. Zeng). Имел квалификацию пилота самолётов Douglas DC-3, DC-4, DC-6, DC-7, DC-8, Martin 202/404, Lockheed Constellation и Lockheed L-188 Electra, а также одномоторных самолётов. Классификацию на тип DC-8 получил 8 января 1962 года. Имел общий лётный стаж 19 160 часов, в том числе 916 часов на DC-8.
- Второй пилот — 39-летний Грант Р. Ньюби (англ. Grant R. Newby). Имел квалификацию пилота самолётов Martin 202 и 404, а также одномоторных самолётов. Имел общий лётный стаж 10 734 часа, в том числе 2404 часа на DC-8. В его прошлом был инцидент, случившийся 9 ноября 1963 года в небе над Хьюстоном (штат Техас), когда другой DC-8, борт N8603, на котором Ньюби был вторым пилотом, на высоте около 19 000 футов (5800 м) вышел из-под контроля и перешёл в снижение, прежде чем экипаж сумел вернуть управление и выровняться на высоте 5000 футов (1500 м). Через 12 дней, 21 ноября Грант Ньюби был вновь допущен к работе пилотом и с тех пор совершил ещё 20 рейсов общей продолжительностью 214 часов.
- Бортинженер — 39-летний Гарри Идол (англ. Harry Idol). Имел квалификацию пилота самолётов Martin 202 и 404, одномоторных самолётов, а также бортинженера многомоторных самолётов. Кроме того имел сертификат пилота-инструктора. Его общий лётный стаж составлял 8300 часов, в том числе 1069 часов в должности бортинженера DC-8.

Все 3 пилота прибыли в Мехико в 22:05 23 февраля, то есть за сутки до принятия рейса EA304.
В салоне в роковом рейсе работали четыре стюардессы, которые заступили в Новом Орлеане:
- Гровер В. Флауэрс (англ. Grover W. Flowers), 36 лет. В авиакомпании с 9 октября 1950 года.
- Барбара Д. Норман (англ. Barbara D.Norman), 21 год. В авиакомпании с 30 ноября 1962 года.
- Тове Э. Йенсен (англ. Tove E. Jensen), 24 года. В авиакомпании с 5 апреля 1963 года.
- Мэри Энн Томас (англ. Mary Ann Thomas), 21 год. В авиакомпании с 26 июля 1963 года.

## Катастрофа
Поздним вечером в понедельник 24 февраля 1964 года борт N8607 в 22:12 прибыл в Мехико (Мексика). У сдающего экипажа по самолёту было только одно замечание: нерабочий компенсатор закрылков. Это требовало увеличения усилий для отклонений штурвала «на себя» или «от себя» (для подъёма и опускания носа соответственно), но позволяло тем не менее выполнять полёт. Тогда самолёт начали готовить к выполнению обратного рейса — EA-304, по маршруту Мехико — Новый Орлеан — Атланта — Вашингтон — Нью-Йорк. В Нью-Йорке же и планировалось выполнить ремонт самолёта. Для облегчения управления экипаж подал план полёта на следование с пониженной воздушной скоростью. Затем рейс 304 вылетел из Мехико и в 00:51 уже 25 февраля благополучно приземлился в Новом Орлеане. Пилотирование на данном этапе, согласно имеющимся показаниям, выполнял командир. Впоследствии сошедшие с борта пассажиры описали полёт как нормальный, разве что за полчаса до посадки лайнер попал в зону турбулентности, от слабой до умеренной.
В Новом Орлеане с самолёта сошли несколько пассажиров и сели новые, а также произошла смена стюардесс. Всего в салоне находился 51 человек. Общий вес авиалайнера был оценён как 213 871 фунт (97 010 кг) при максимально допустимом 215 000 фунтов (98 000 кг). Центровка по расчётам составляла 25,2 % САХ при установленных пределах от 16,5 до 32 % САХ. Всего на борту находились 51 пассажир и 7 членов экипажа, когда диспетчер взлёта и посадки дал разрешение на взлёт, после чего в 01:59:46 авиалайнер начал разбег по полосе, а затем поднялся в воздух.
В 02:01 диспетчер взлёта дал указание рейсу 304 переходить на связь с диспетчером контроля, что было подтверждено. Как позже рассказывал диспетчер взлёта, он видел летящий в темноте самолёт примерно в двух—трёх милях севернее аэропорта, после чего огни исчезли в облаках. Также рейс 304 видел и экипаж другого реактивного самолёта, вылетевшего из Нового Орлеана в 02:02, согласно показаниям которого борт N8607 исчез в облаках после прохождения высоты 1200 футов (370 м). В это же время экипаж получил от диспетчера контроля указание поворачивать вправо на курс 030°, чтобы выйти на воздушный коридор J37, по которому по плану должен был выполняться полёт. Затем диспетчер связался с Новоорлеанским районным центром управления воздушным движением, где ему ответили, что наблюдают отметку самолёта в пяти милях к северу от радиомаяка «Новый Орлеан», после чего в 02:02:38 радиолокационный контроль за рейсом 304 был передан районному центру. Экипажу было передано указание « …связь с радарным центром Новый Орлеан, частота 123,6», на что с самолёта в 02:03:15 доложили «Окей». Это был последний известный радиообмен с бортом N8607. Рейс 304 в это время находился в 8 милях от аэропорта и следовал по курсу 030°. По данным метеостанций, а также экипажей других самолётов, в регионе в это время наблюдались грозы с сильными дождями, северными и северо-восточными порывистыми ветрами, а также турбулентностью от умеренной до сильной.
Прошла пара минут, а рейс 304 всё не выходил на связь. Тогда в 01:05:40 из центра управления позвонили диспетчеру выхода, чтобы убедиться, что экипаж получил необходимые инструкции. В ходе этих переговоров оба диспетчера вдруг заметили, что засветка рейса 304 исчезла с экранов радиолокаторов, поэтому был дан сигнал тревоги, по которому начались поиски пропавшего самолёта. Примерно в это же время жители озера Пончартрейн услышали сильный гул и грохот, после чего на поверхности воды появился огонь. На удалении 14,5 миль по азимуту 34° от радиомаяка аэропорта «Дуглас» врезался в поверхность озера и взорвался, а все 58 человек на борту погибли.

## Поиск обломков
После сообщения о случившемся вертолётом на поверхности озера было обнаружено большое масляное пятно. В результате поисков на месте падения было обнаружено большинство обломков самолёта, в том числе и бортовой самописец. Изучение записей с «чёрного ящика» показало, что сохранилась информация о последних 150 часов полётов, но при этом запись обрывается на посадке в Новом Орлеане, а данные рокового рейса уже не записались. То есть у комиссии не было объективных данных о полёте.

## Расследование
Расследование причин происшествия значительно осложнял недостаточный объём информации, который был вызван тремя причинами:
1. Воздушное движение в районе аэропорта было редким, а потому диспетчеры не следили постоянно за самолётами по радиолокатору и не требовали от экипажей частых докладов о их местонахождении, высоте и скорости полёта.
2. Самолёт упал в озеро Пончартрейн, что уже само по себе осложняло поисковые работы, в том числе многие фрагменты не были найдены.
3. Данные рокового полёта не записались на магнитной ленте бортового самописца.

### Техническое состояние самолёта
При изучении истории борта N8607 от момента его поступления в авиакомпанию было обнаружено, что 20 августа 1963 года он попал в зону сильной турбулентности. Проверка при этом показала, что также конструкция самолёта получила повреждения, но совсем небольшие. Однако 11 сентября 1963 года при посадке в Сан-Хуане (Пуэрто-Рико) стабилизатор застрял в положении максимального отклонения на пикирование, но тогда ситуацию удалось спасти. После этого был проведён ремонт червячного редуктора привода стабилизатора, включая замену шестерни и удаление металлических частичек. Разборка редуктора при этом не осуществлялась, так как, со слов авиатехника, что проводил ремонт, в авиакомпании было нормальной практикой выполнять ремонт данного узла без разборки. После этого больше никаких записей о ремонте привода стабилизатора обнаружено не было.
Также из записей в журналах самолёта было установлено, что, оказывается, за последнее время на борту N8607 бортовой компьютер зафиксировал восемь случаев с отказом компенсатора закрылков, в том числе четыре раза за последнюю неделю. 18 февраля, то есть за неделю до происшествия, техники обнаружили этот отказ в записях компьютера, но не стали его устранять. Во многом это было вызвано тем, что установленный на самолёте бортовой компьютер с заводским номером 268D был выпущен в 1960 году и затем на протяжении последующих около четырёх лет пятнадцать раз снимался с различных самолётов, из которых шесть раз происходили из-за ложных сигналов об отказе руля высоты. Использовавшиеся в EAL тесты при этом не позволяли обнаружить причину таких нарушений в работе компьютера.
Из прочего на самолёте за последние 30 дней были одиннадцать случаев нарушений в работе автопилота, из них два раза были нарушения в управлении по каналу рыскания, шесть — по каналу продольного управления, а в трёх случаях автопилот и вовсе отключался. 18 февраля 1964 года на самолёте имел место отказ сразу обоих основных авиагоризонтов, что было исправлено заменой блока с выключателями приборов, от которого основные авиагоризонты получали питание.

### Анализ данных
Рейс 304 выполнил нормальный взлёт с полосы и начал вроде бы нормальный набор высоты. Вес и центровка лайнера были в пределах установленного, а экипаж был достаточно квалифицированным. а также до этого нормально отдохнул в Мехико. Во всех докладах с самолёта на землю ни разу не сообщалось о каких-либо проблемах на борту. В 02:02:38 рейс 304 был в пяти милях от радиомаяка, когда было дано указание переходить на связь с диспетчером в радарном центре. В 02:03:15 с самолёта подтвердили получение информации, но больше на связь не выходили. В последний раз отметка рейса 304 наблюдалась на радиолокаторе в 6,5 милях к северо-востоку от радиомаяка и направлялась по курсу 030°.
Для определения вероятной траектории полёта рейса 304 были проведены испытания с другим DC-8, который загрузили так, чтобы вес и центровка были аналогичны рейсу 304. Так как исчезновение самолёта заметили в 02:05:40, то это время было принято как самое позднее вероятное время катастрофы. С учётом докладов от экипажа, катастрофа произошла не позднее, чем в 02:05. Таким образом, время катастрофы было определено как 02:05:00—02:05:40, то есть в интервале около 40 секунд. Если принять скорость подъёма как максимально допустимую — 310 узлов, а время катастрофы — 02:05:40, то по данным испытаний максимальная высота полёта в этом случае составила бы 7000 футов (2100 м). Хотя с учётом турбулентности и других погодных факторов скорость подъёма была всё-таки ниже. Изучив результаты испытаний, комиссия пришла к мнению, что набор высоты выполнялся с воздушной скоростью не менее 250 узлов. Зона вероятного обледенения находилась на высоте 9000 футов (2700 м), то есть выше возможной траектории полёта борта N8607.
Поднявшись до 1000 футов (300 м), лайнер влетел в облака, вершины которых находились на высоте 5000—6000 футов (1500—1800 м). Эти облака находились в сильно вытянутом циклоне, простирающемся с северо-запада на юго-восток. Были проверены записи полётных данных с «чёрного ящика» другого самолёта, который вылетел из Нового Орлеана следом за рейсом 304 с интервалом в несколько минут. По этим данным самолёт попал в зону турбулентности, при этом перегрузки составляли от 0,2 до 1,9 единиц на высотах от 2000 футов (610 м) до 6000 футов (1800 м), то есть турбулентность была достаточно сильной. Однако экипаж мог не придавать серьёзного внимания этой турбулентности, начав выполнять набор высоты на скорости не менее 310 узлов.
Обломки в озере были найдены совсем близко друг от друга, то есть до момента удара о воду разрушения конструкции в полёте не было. Весьма возможно также, что двигатели в этот момент работали в режиме реверса, то есть на создание обратной тяги. Эта версия возникла из-за того, что такое действие уже предпринимал второй пилот Ньюби в инциденте 9 ноября 1963 года, когда борт N8603 потерял на время управление и перешёл в быстрое снижение. Согласно показаниям второго пилота, сделанным после того случая, применение обратной тяги не только увеличивало тормозной эффект, но и заставляло нос самолёта подниматься. Что до плоскостей управления, то с учётом прошлого самолёта, наиболее вероятно, что в это время имел также место отказ привода стабилизатора, что лишало экипаж возможности эффективно управлять самолётом в продольном направлении. Так как испытательные полёты проводились при относительно хороших погодных условиях, которые отличались от реальных, в которые попал борт N8607, а потому точно воспроизвести ситуацию не удалось.
Были проведены более тщательные испытания по изучению взаимодействия в системе «человек — среда — машина» и было определено, что турбулентность иногда бывает настолько сильна, что в самом самолёте возникают колебания с частотой от 0,2 до 4 Гц. Один из пилотов, летавших на N8607, описывал, что как-то при подходе к Далласу на данном самолёте он столкнулся с сильной турбулентностью, при этом возникли сильные удары. Со слов пилота, за его 20 тысяч лётных часов это были самые сильные удары во время турбулентности. При этом возникли звуки, словно лайнер распадается, а показания приборов стали смазанными и их было невозможно прочитать. Незакреплённые предметы подлетели к потолку, а пилотам даже показалось, что они перевернулись. Это всё продолжалось от 20 до 100 секунд, прежде чем экипаж сумел стабилизировать машину на высоте 1400—1500 футов при воздушной скорости 250 узлов.
Вообще в ходе расследования была отмечена недостаточная устойчивость самолёта DC-8, особенно при отказе компенсатора закрылков на скорости 310 узлов. Возможно, что в какой-то момент самолёт приподнял нос выше необходимого, на что экипаж отклонил штурвалы «от себя», однако с учётом собственного колебания, лайнер отреагировал на это слишком резко и быстро опустил нос под крутым углом. Из анализа радиопереговоров удалось опознать голос командира, который осуществлял связь с землёй, то есть управлял самолётом в тот момент второй пилот. Когда машина вышла из-под контроля и опустила нос, второй пилот, вспомнив случай трёхмесячной давности, стал предпринимать такие же действия, в том числе перевёл двигатели в режим обратной тяги. Однако в этом случае он только усугубил ситуацию, ведь для успешного вывода из пике требовалось 13 000 футов (4000 м) высоты, которых у экипажа не было.

## Причины
1. Полёт проходил ночью в условиях полёта по приборам.
2. Имелась турбулентность от умеренной до сильной.
3. Компенсатор закрылков не работал, сами закрылки, возможно, были полностью или частично выпущены.
4. Привод стабилизатора отказал, а сам стабилизатор при этом застыл на 2° на пикирование.
5. Индикатор положения и сам по себе небольшой, а с учётом, что расположен он на чёрном фоне, то ночью его было плохо видно.
6. Также индикатор показывал, что самолёт наклонён вниз, но не показывал, насколько именно.
7. Самолёт в ходе испытаний показал недостаточную устойчивость относительно сохранения скорости и усилий к органам управления.

Комиссия пришла к мнению, что на самолёте произошёл отказ привода закрылков из-за нерабочего компенсатора. Точно определить время отказа невозможно, он мог быть и во время подготовки к взлёту, но слишком высока вероятность, что отказ был. Из-за этого закрылки были выпущены на некоторый угол, что ухудшало характеристики самолёта по управляемости. Далее во время набора высоты авиалайнер влетел в облака, где попал под воздействие турбулентности. Сам по себе каждый из этих факторов относительно неопасен, но вместе они привели к тому, что «Дуглас», потеряв устойчивость в продольном направлении, опустил нос. Пилотирование в этот момент осуществлял второй пилот, который в условиях полёта ночью в облаках оказался дезориентирован и начал предпринимать неверные действия, в результате чего самолёт вышел из-под контроля.

### Комментарии
1. ↑  Здесь и далее указано Центральноамериканское время (CST)